# Bartholomew Gugy
Bartholomew Conrad Augustus Gugy (Trois-Rivières, 6 novembre 1796 – Beauport, 11 juin 1876) est un militaire, seigneur et député du Bas-Canada.

## Biographie
Après des études secondaires à l'école de Cornwall dans le Haut-Canada, Gugy s'engage à titre d'officier de milice pendant la guerre anglo-américaine de 1812. Il prend notamment part à la bataille de Châteauguay.
Il entreprend ensuite des études en droit et est admis au barreau le 7 août 1822.
En 1831, lors d'élections générales, il est élu député de la ville de Sherbrooke. Il conserve ce poste jusqu'en 1837 lors de la Rébellion des Patriotes. Rejoignant les troupes britanniques, il est nommé magistrat rémunéré à Montréal en 1838, magistrat de police à Montréal en 1840 et adjudant général de la milice du Bas-Canada en mars 1841 jusqu'à sa démission en juin 1846.
En 1848 il est élu à nouveau dans la ville de Sherbrooke, sans concurrent. Il est l'un des représentants du Canada à l'Exposition universelle de Londres de 1851.
Gugy meurt à sa résidence de Darnoc à Beauport, près de la ville de Québec.